# Mirosternus sordidus
Mirosternus sordidus là một loài bọ cánh cứng thuộc họ Ptinidae.